# Julián Medicejský
Julián Medicejský, italsky Giuliano de' Medici či Giuliano di Piero de' Medici (28. října 1453 Florencie – 26. dubna 1478 Florencie) byl mladší syn Petra Medicejského Dnavého a bratr Lorenza Nádherného, s nímž spoluvládl Florencii

## Život
Na rozdíl od svého staršího bratra, jenž proslul jako mecenáš umění, měl Julián spíše pověst krasavce a playboye. Jeho nemanželským synem-pohrobkem, kterého měl se svou milenkou Fiorettou Goriniovou, byl Julius Medicejský, pozdější papež Klement VII. Julián byl zavražděn během spiknutí Pazziů v katedrále Santa Maria del Fiore ve Florencii.